# Саяны (кинотеатр)
Кинотеатр «Саяны» — двухзальный кинотеатр, построенный в Москве в 1978 году (открыт в 1981 году). Находится в Восточном административном округе, в районе Ивановское (ул. Саянская, д. 9).
Строительство осуществлялось по указанию первого секретаря Горкома партии тов. Гришина В.В. в качестве выполнение наказа избирателей. Здание было построено по проекту архитекторов Лебедева В.В. — действительного члена академии художеств СССР, Цивьяна А.С. и Шабунина Б.А.
Уникальной особенностью кинотеатра «Саяны» являлось фойе с потолком 24 на 24 метра. Для примера, зрительные залы на 500 и 300 мест имели пролеты 21 и 15 метров соответственно. Подсвеченный снизу потолок накрывал разделенные по диагонали 8-ми метровым по высоте витражом городское уличное пространство, проходящее сквозь кинотеатр и пространство теплого фойе. Этот архитектурный прием, называемый Espace media, обеспечивал постепенное восприятие уменьшающихся пространств при входе в кинотеатр из города. 
Кинотеатр закрыт с 2005 года. С 2014 года «Саяны» входят в программу реконструкции советских кинотеатров, построенных в период с 1938 по 1988 годы, которой занимается компания ADG Group. Строительные работы начались в 2019 году. Было принято решение, здание кинотеатра не сносить, а переделать помещения внутри и обновить фасад снаружи. Предполагалось что после открытия «Саяны» станут районным центром, совмещающим в себе функции кинопоказа с образовательно-развлекательными. 
Открытие обновленного кинотеатра «Саяны» запланировано на 2020 год.